# Watauga River
Der Watauga River ist ein Fluss in North Carolina und Ost-Tennessee.
Er hat eine Länge von 97 km. Seine Quelle liegt an den Hängen von Grandfather Mountain und Peak Mountain im Watauga County.

## Hydrographie
Der Watauga River entsteht durch den Zusammenfluss von Shanty Spring Branch und Green Ridge Branch im Watauga County. Der Fluss überquert die Grenze zu Tennessee in den Johnson County. Dort wird er vom Watauga Dam, der von der Tennessee Valley Authority (TVA) betrieben wird, zum 26 km² großen Watauga Lake gestaut. Zwei weitere Flüsse fließen in den Stausee: Elk River und Roan Creek.
Über den Watauga Lake führt bei Butler Bridge die Tennessee State Route 67. Der Appalachian Trail führt über den Watauga Dam.
Unterhalb des Watauga Dam liegt die Horseshoe Section des Flusses. Hier befindet sich ein weiterer Staudamm, der Wilbur Dam, ebenfalls von TVA betrieben, welcher einen wesentlich kleineren Stausee, den Wilbur Lake, bildet. In den trockenen Sommermonaten fließen etwa 3,7 m³/s an zurückgehaltenem Wasser in den Watauga River.
Der Watauga River fließt in überwiegend nördlicher und später in westlicher Richtung.
Er erreicht Elizabethton, wo er den Doe River aufnimmt. Weiter stromabwärts liegt das alte TVA Watauga-Dampfkraftwerk. Danach trifft der Watauga River auf den South Fork Holston River.

## Geschichte
Das Wort „Watauga“ stammt von den Cherokee, die mehrere Orte danach benannten, einschließlich des heutigen Elizabethton. Dieses war damals bekannt als „Watauga Old Fields“ und wurde zuerst von Daniel Boone und James Robertson im Jahr 1769 besucht. 
Eine größere Cherokee-Siedlung mit dem Namen Watauga lag am Little Tennessee River nahe Franklin. 

An der Stelle des Wilbur Dam wurde der erste Staudamm in Tennessee gebaut, der der Stromerzeugung diente.
Dieser wurde zwischen 1909 und 1912 von der Tennessee Electric Power Company (in den späten 1930er Jahren von TVA übernommen) errichtet.
Elizabethton erhielt damals wegen des frühen Zugangs zu Elektrizität (vom Wilbur Dam) den Spitznamen „City of Power“.

## Freizeitaktivitäten
Wildwasser-Rafting, Wildwasser-Kajak und Wildwasserkanufahren, Fliegenfischen und Angeln sind beliebte Freizeitaktivitäten am Watauga River. 
Regenbogenforelle, Bachforelle und Felsenbarsch können im Watauga River gefangen werden.

### Whitewater
Der Watauga River unterhalb der beiden TVA-Dämme zieht viele kommerzielle Rafting-Outfitter aus Nordost-Tennessee und dem westlichen North Carolina während der Sommermonate an.  
Kommerzielle Angelführungen an den Fluss finden das ganze Jahr statt.
Die Bee Cliff Rapids mit einem Schwierigkeitsgrad von II+ liegen zwischen Wilbur Dam und Siam Bridge südöstlich von Elizabethton am Watauga River.
Kommerzielle Wildwasser-Touren haben ihren Startpunkt üblicherweise am Carter County "put-in", unmittelbar abstrom vom TVA Wilbur Dam. 
Ein beliebter Endpunkt ("take-out") liegt 2 bis 2½ Stunden flussabwärts (abhängig von der Wassermenge im Fluss) an der "Blackbottom riverside portion of the city linear trail park" in Elizabethton. 
Die dabei zurückgelegte Distanz beträgt 7 Meilen. Die Strecke lässt sich in folgende Abschnitte gliedern:
| Wilbur Dam - Bee Cliff Rapids                               | - 15 min.  |
| Wilbur Dam - Siam Bridge                                    | - 45 min.  |
| Wilbur Dam - Hunter Bridge (TWRA put-in/take out)           | - 75 min.  |
| Wilbur Dam - Gilbert Peters Bridge, US 19-E in Elizabethton | - 105 min. |
| Wilbur Dam - Bristol Bridge in Elizabethton                 | - 135 min. |

Der Watauga River bietet oberhalb des Watauga Lake einen Flussabschnitt mit dem Schwierigkeitsgrad IV-V, der bei erfahrenen Wildwasser-Kajakfahrern beliebt ist. 
Die Befahrbarkeit dieser Section verlangt jedoch eine ausreichende Wassermenge im Fluss, die nur nach starken Niederschlägen gewährleistet ist. 

### TVA Recreation Areas
Die Tennessee Valley Authority unterhält einen öffentlichen Campingplatz unterhalb des Watauga Dam.

### Wetterbedingungen
Die Tennessee Valley Authority (TVA) reguliert die Wassermenge im Watauga River.
Sie lässt dabei Wasser aus ihren beiden Stauseen ab.

Die TVA gewährleistet eine Mindestmenge an Wasser, so dass kommerzielle Wildwasser-Rafting-Unternehmen in den Sommermonaten von anderen Flüssen (bspw. dem Nolichucky River), die während der Sommersaison zeitweise zu wenig Wasser führen, auf den Watauga River ausweichen.